# فاينل لاب 3
فاينل لاب 3 (بالإنجليزية: Final Lap 3)‏، هي لعبة فيديو يابانية من نوع سباقات، وهي من تطوير ونشر نامكو، عرضت اللعبة على ألعاب الصالات عام 1992، وهي الجزء الثالث من سلسلة ألعاب فاينل لاب.

## مصدر
1. ↑  "Game Machine's Best Hit Games 25 - アップライト, コックピット型TVゲーム機 (Upright/Cockpit Videos)". Game Machine (باليابانية). Amusement Press, Inc. No. 435. 1 Oct 1992. p. 33.

## وصلات خارجية
- فاينل لاب 3 على موقع القائمة القاتلة لألعاب الفيديو
- Final Lap 3 at the Arcade History database